# Kanton Blâmont
Blâmont is een voormalig kanton van het Franse departement Meurthe-et-Moselle. Het kanton maakte deel uit van het arrondissement Lunéville. Op 22 maart 2015 is het kanton opgeheven en zijn de gemeenten opgegaan in het kanton Baccarat.

## Gemeenten
Het kanton Blâmont omvatte de volgende gemeenten:
- Amenoncourt
- Ancerviller
- Autrepierre
- Avricourt
- Barbas
- Blâmont (hoofdplaats)
- Blémerey
- Buriville
- Chazelles-sur-Albe
- Domèvre-sur-Vezouze
- Domjevin
- Emberménil
- Fréménil
- Frémonville
- Gogney
- Gondrexon
- Halloville
- Harbouey
- Herbéviller
- Igney
- Leintrey
- Montreux
- Nonhigny
- Ogéviller
- Réclonville
- Reillon
- Remoncourt
- Repaix
- Saint-Martin
- Vaucourt
- Vého
- Verdenal
- Xousse